# Georg von Stein
Georg von Stein (auch Georg vom Stain oder Jörg von Stein; † 3. Dezember 1497 in Berlin) war ein oberschwäbischer Adliger. Er war ein maßgeblicher Gefolgsmann und enger Vertrauter des Erzherzogs Albrecht VI. von Österreich. Nach dessen Tod diente er zunächst Herzog Sigmund von Österreich, dann dem böhmischen König Georg und schließlich dem ungarischen König Matthias Corvinus. Von 1480 bis 1488 war er Hauptmann der niederschlesischen Herzogtümer. Von 1481 bis 1485 war er Landvogt der Niederlausitz und 1481 bis 1490 Landvogt der Oberlausitz. Zudem war er Landeshauptmann des böhmischen Erbfürstentums Schweidnitz-Jauer.

## Herkunft und Anfänge
Georg entstammte dem Familienzweig Uttenweiler, hervorgegangen aus der Linie Klingenstein der Herren vom Stain in Oberschwaben. Laut seinem Biographen Rudolf Kneschke dürfte Georg um 1425/30 geboren sein, sein Vater Konrad († zwischen 1477 und 1481) wird 1451 im Gefolge von Albrecht VI. erwähnt. Gefördert wurde Georg von seinem Onkel Wilhelm von Stein, der als Doktor der Rechte Rat von diesem war. Auf Wilhelms Betreiben wandte sich Georg dem geistlichen Stand zu und erhielt auf dessen Empfehlung am 24. Mai 1445 ein Kanonikat in Augsburg. 1451/52 begleitete er Kaiser Friedrich III. auf dessen Romzug, zu dieser Zeit dürfte er bereits im Dienst von Erzherzog Albrecht gestanden haben. Obwohl er dort von Papst Nikolaus V. zum päpstlichen Protonotar ernannt wurde, gab er die geistliche Laufbahn auf und wandte sich dem Rittertum zu. Es folgte ein mehrjähriger Aufenthalt in Italien, während dessen Georg Kontakte mit zahlreichen Humanisten knüpfte. Es entsteht der Eindruck, dass er den neuen geistigen Strömungen seiner Zeit besonders aufgeschlossen gegenüberstand.

## Im Dienst von Erzherzog Albrecht
Nach dem Fall von Konstantinopel verfasste Georg eine kleine Schrift über den Propheten Mohammed, die er Erzherzog Albrecht VI. widmete. Im März 1458 verpflichtete sich Georg für ein Leibgeding von 600 Gulden zu lebenslangem Dienst für den Erzherzog, für den er inzwischen als Kanzler tätig geworden war. Um 1458 wurde er außerdem dessen Rat und machte sich ihm durch die Gewährung von Darlehen unentbehrlich. Im Gegenzug erhielt er von Albrecht VI. zunächst das Schloss Laufenburg und 1463 pfandweise (für 14.000 Gulden) auch die Stadt Steyr in Österreich ob der Enns mit den dazugehörigen Ämtern, außerdem wurde er nach der Niederschlagung des „Holzer-Aufstandes“ zum Ritter geschlagen. Im selben Jahr eroberte er die Burg Aggstein, die er anschließend ebenfalls als Pfand übernahm.
Georg gehörte zu jenen Gefolgsleuten Albrechts, die bei dessen Tod im Dezember 1463 persönlich dabei waren. Danach wurde er sofort verdächtigt, etwas mit Albrechts Tod zu tun zu haben. Während ihm im 19. Jahrhundert sogar eine Verschwörung gegen den Erzherzog selbst von Historikern unterstellt wurde, hält dies die aktuelle Forschung für wenig wahrscheinlich.
Nach Albrechts Tod einigte er sich mit dessen Nachfolger Friedrich III. auf die Herausgabe von Steyr gegen die Rückzahlung der Pfandsumme, die um 6.000 Gulden reduziert wurde, eröffnete dann aber eine Fehde gegen den Kaiser. Als Friedrich III. die Stadt nach Neujahr 1467 besetzen ließ, eroberte sie Georg Ende Jänner d. J. zurück. Er setzte sich mit seinen Söldnern auf der Steyrer Burg fest.
Wegen dieser Auseinandersetzung stellte er sich nachfolgend in den Dienst des böhmischen Königs Georg von Podiebrad, der ebenfalls im Streit mit Friedrich III. lag. Ende 1467 verlor Georg von Stein die Stadt Steyr endgültig. Nachdem die erwartete Hilfe des Herzogs Viktorin von Münsterberg ausblieb, verlor er im Januar 1468 auch die Burg Steyr. Mit einer am 30. November 1470 auf Schloss Moravská Třebová abgeschlossenen Urkunde trat er seine Rechte an Ulrich von Boskowitz auf Cimburg ab. Für Georg von Podiebrad unternahm Georg von Stein in der Folge diplomatische Aufträge, die ihn u. a. auf den burgundischen Hof und zu deutschen Fürsten führten.

## Im Dienst von König Matthias
Nach dem Tod Georgs von Podiebrad 1471 wandte sich Georg von Stein dem ungarischen König Matthias Corvinus zu. Dieser war zwar von der böhmischen katholischen Liga schon 1469 zum Gegenkönig ausgerufen worden, konnte sich jedoch auch nach Georgs Tod nicht gegen Vladislav II. durchsetzen. Während der nachfolgenden böhmisch-ungarischen Auseinandersetzungen um die Vorherrschaft in Böhmen unternahm Georg von Stein zahlreiche diplomatische Aufträge für Corvin, die ihn u. a. auf die Höfe nach Brandenburg, Sachsen und Ungarn führten. Ein von ihm zwischen seinem König und den Fürsten von Zerbst ausgehandelter Bündnisvertrag wurde am 15. Juli 1472 unterzeichnet.
Nachdem es Matthias Corvinus gelang, seinen Herrschaftsbereich auf die böhmischen Nebenländer auszudehnen, erlangte Georg von Stein eine einflussreiche Stellung in der Lausitz sowie in Schlesien, wo er in der Nachfolge Stephan Zápolyas Landeshauptmann des böhmischen Erbfürstentums Schweidnitz-Jauer und Pfandinhaber von Bolkenhain wurde. 1474 erließ Kaiser Friedrich III. Mandate an Brandenburg, Sachsen, Bayern und Henneberg, „Jorg vom Stein, … der gutt zeit unser veint und widerwärtig gewesen und noch ist“, festzusetzen.  Nachdem 1475 Hans von Czettritz, der ein Parteigänger Georg von Podiebrads gewesen war, die Herrschaft Neuhaus an Corvin verlor, setzte dieser Georg von Stein als Verwalter ein. 1478 gelangte Georg an die Herrschaft Zossen in der Niederlausitz.
1481 teilte Matthias Corvinus das böhmische Landesamt des Oberlandeshauptmanns von Schlesien auf. Johann Bjelik von Kornitz wurde Hauptmann der oberschlesischen Herzogtümer und Georg von Stein Hauptmann der niederschlesischen Herzogtümer. Damit waren sie beide die höchsten Landesbeamten in Schlesien. Im selben Jahr wurde Georg von Stein zum Landvogt der Oberlausitz ernannt. Vermutlich über diese Position gelangte er an die Herrschaft Hoyerswerda.
1482 eroberte Georg von Stein als Heerführer Corvins den Fürstenstein, auf dem er nachfolgend residierte. 1483 veranlasste er die Zerstörung der Freudenburg, die ein Raubritternest geworden war. Das gleiche Schicksal widerfuhr im selben Jahr dem benachbarten Hornschloss. 1488 heiratete Georgs Tochter Adelgunde („Alligunde“) von Stein Václav Bělík z Kornic (Wenzel Bjelik von Kornitz), einen Sohn des Johann Bjelik von Kornitz.
Als sich Matthias Corvinus 1489 das Herzogtum Steinau aneignete, übertrug er es Georg von Stein. Die Nachricht vom Tod des Königs Matthias Corvinus 1490 erreichte Georg von Stein auf seinem Landvogtsitz, der Ortenburg in Bautzen. Da er in Schlesien und der Lausitz nicht mehr sicher sein konnte, flüchtete er auf seine Herrschaft Zossen und von da an den kurfürstlichen Hof in Berlin.

## Letzte Lebensjahre
Seine Besitzungen konnte er nicht behaupten. 1492 musste er Steinau an den rechtmäßigen Besitzer, Herzog Konrad X. „den jungen Weißen“ herausgeben. Da er seine Ansprüche auf Steinau trotzdem nicht aufgegeben hatte, verkaufte er sie 1494 dem Karsteiner Burggrafen und böhmischen Oberstmünzmeister Benesch von Weitmühl (Beneš z Veitmile), der 1496 starb. Dessen Brüder Christoph und Sebastian von Weitmühl verkauften Steinau mit Raudten 1497 dem Herzog Heinrich I. von Münsterberg, der den neu erworbenen Besitz seinem Herzogtum Oels eingliederte.
Georg von Stein starb am 3. Dezember 1497 bei den Franziskanern im Grauen Kloster in Berlin.